# سلیمان روح‌افزا
سلیمان روح‌افزا یا سیمون ایمره (۱۲۸۶–۱۳۵۹ خورشیدی) استاد موسیقی سنتی ایران و نوازندهٔ تار بود وی جزء اولین نوازندگان ایرانی بود که نت‌نویسی و اجرای آن را فراگرفت.

## شرح حال
روح‌افزا(نام اصلی، سیون ایمره) در ۱۲۸۶ یا ۱۲۷۹ در خانواده‌ای یهودی و اهل موسیقی در تهران به دنیا آمد پدرش، مردخای و پدربزرگش؛ تنبک می‌نواختند او هم ابتدا با تنبک آغاز کرد و سپس به نواختن تار روی آورد. نزد آقاحسینقلی و درویش‌خان آموزش دید و به‌زودی در نواختن تار استاد شد. در سال ۱۳۲۲ عضو ارکستر روح‌الله خالقی شد و در سال ۱۳۲۴ در برنامه‌های رادیو اجرا داشت. او یکی از بنیانگذاران هنرستان موسیقی ملی بود و برای اولین بار ردیف‌های موسیقی به روایت موسی معروفی را با تار اجرا و ضبط کرد. وی علاوه بر تار، در نواختن ویولن و کمانچه نیز تبحّر داشت. از دیگر همکاران او می‌توان از ابوالحسن صبا، مشیر همایون شهردار و روح‌الله خالقی یاد کرد.
روح‌افزا در ساختِ ساز تار نیز فعالیت داشت و شاگردانی را تربیت کرده بود. او در مرداد ۱۳۵۹ درگذشت.